# HD92769
HD92769 — хімічно пекулярна зоря спектрального класу A2, що має видиму зоряну величину в смузі V приблизно  5,5.
Вона  розташована на відстані близько 148,3 світлових років від Сонця.

## Фізичні характеристики
Зоря HD92769 обертається 
дуже швидко 
навколо своєї осі. Проєкція її екваторіальної швидкості на промінь зору становить  Vsin(i)=212км/сек.